# Neolitsea cassia
Neolitsea cassia är en lagerväxtart som först beskrevs av Carl von Linné, och fick sitt nu gällande namn av André Joseph Guillaume Henri Kostermans. Neolitsea cassia ingår i släktet Neolitsea och familjen lagerväxter. Inga underarter finns listade i Catalogue of Life.